# هورتومپاسکوال
هورتومپاسکوال دهستانی در استان آبیلای اسپانیا است.
در این دهستان ۱۱۰ نفر زندگی می‌کنند. مساحت این دهستان ۱۸٫۴۸ کیلومتر مربع است.